# 89 Pułk Piechoty (austro-węgierski)
Galicyjski Pułk Piechoty Nr 89 (IR. 89) – pułk piechoty cesarskiej i królewskiej Armii.

## Historia pułku
Galicyjski Pułk Piechoty Nr 89 został sformowany 1 stycznia 1883 roku we Lwowie z połączenia czterech batalionów, wyłączonych ze składu galicyjskich pułków piechoty nr 9, 30, 55 i 80. W 1884 roku komenda pułku została przeniesiona do Wiednia, a w 1887 roku do Jarosławia.
W latach 1885–1892 szefem pułku był FZM Emmerich Freiherr von Kaiffel, a od 1895 roku generał piechoty Eugen Maria Vincenz Anton Freiherr von Albori.
Okręg uzupełnień – Gródek. Skład narodowościowy: Ukraińcy – 60%, Polacy – 29%, inni 11%.
W 1889 roku II batalion został dyslokowany do Gródka. W następnym roku batalion w Gródku otrzymał numer II, a w 1893 roku numer I.
W 1894 roku IV batalion został przeniesiony z Jarosławia do Przemyśla, a w następnym roku powrócił do Jarosławia.
W 1897 roku komenda pułku oraz I i IV batalion dyslokowane były w garnizonie Jarosław, II batalion w Gródku, a III batalion w Lubaczowie.
W 1899 roku dotychczasowy III batalion w Lubaczowie otrzymał numer „I”, dotychczasowy II batalion w Gródku otrzymał numer „IV”, natomiast dotychczasowe I i IV bataliony w Jarosławiu otrzymały numery „II” i „III”.
Od 1906 roku komenda pułku oraz I i III bataliony stacjonowały w Jarosławiu, II batalion w Lubaczowie, a IV batalion w Gródku. W następnym roku utworzono kadrę batalionu zapasowego.
W 1912 roku II batalion został przeniesiony z Lubaczowa do Rawy Ruskiej.
W 1914 oddział wchodził w skład IV Brygady Piechoty 2 Dywizji Piechoty X Korpusu, a cztery lata później w skład XXI Brygady Piechoty 11 Dywizji Piechoty XVII Korpusu.
Pułk wziął udział w walkach na froncie włoskim.

## Żołnierze
Komendanci pułku
- płk Alois Pürkher (1883[1] – 1887 → komendant 72 Brygady Piechoty[17])
- płk Joseph Ritter von Jorkasch-Koch (1887[3] – 1891 → komendant Brygady Obrony Krajowej Lwów[18])
- płk Theodor Haas von Kattenburg (1891[18] – 1884)
- płk Theodor Ritter Polivka von Treuensee (1884[10] – 1896)
- płk Alfred Pfeiffer von Ehrenstein (1896[19] – 1900 → komendant 8 Brygady Górskiej[20])
- płk Franz Junck (1900[21] – 1901 → komendant 17 Brygady Piechoty[22])
- płk Franz Dietl (1901[23] – 1905 → komendant 53 Brygady Piechoty[24])
- płk Radovan Edler Marič von Mariendol (1905[25] – 1907)
- płk Friedrich Freiherr Wodniansky von Wildenfeld (1907[15] – 1911 → komendant 19 Brygady Piechoty[26])
- płk Joseph Mayrhofer von Grünbühel (1911[27] – 1914[5][28])

Komendanci Okręgu Uzupełnień Gródek
- mjr Józef Boniewski (1883[1] – 1889 → komendant IV batalionu[29])
- mjr / ppłk Teofil Urycki (1889[7][30] – 1885)
- mjr Teofil Tylkowski (1885[11] – 1901)
- ppłk Hugo Pokorny (1901[23] – 1905)
- ppłk Wilhelm Vocke (1905[25] – 1906)
- mjr Joseph Dubský (1906[14] – 1909[31])
- mjr Stanisław Niedzielski (1909[31] – 1910 → komendant Okręgu Uzupełnień Galicyjskiego Pułku Piechoty Nr 15 w Tarnopolu[32])
- ppłk Joseph Dubský (1911[27])
- mjr Alfred Ritter von Wiplinger (od 1913[5])

Oficerowie
- ppłk Marian Jasiński – komendant IV baonu (od 1912[16])
- ppłk Jan Kłosowski – komendant kadry batalionu zapasowego (1907[15])
- mjr Władysław Gostomski – komendant III baonu[33]
- mjr Stanisław Niedzielski – komendant I baonu[14]
- mjr Franciszek Wydra – komendant III baonu (1893[34] – 1899[13])
- kpt. Ludwik Fuglewicz
- kpt. Rudolf Kaleński
- kpt. Tomasz Kutrzeba (ojciec Tadeusza)
- kpt. Marcin Wysocki
- por. Ottokar Gauglitz
- ppor. rez. Longin Latawiec
- ppor. rez. Marian Pisz
- ppor. rez. Bronisław Prugar-Ketling
- ppor. rez. Wilhelm Tippe
- chor. rez. Roman Burnatowicz
- starszy lekarz sztabowy 2. klasy Ignacy Zieliński (1903–1918)